# Higuera de Calatrava
Higuera de Calatrava es una localidad y municipio español situado en la parte occidental de la comarca Metropolitana de Jaén, en la provincia de Jaén. Limita con los municipios jienenses de Porcuna, Torredonjimeno y Santiago de Calatrava; y con el cordobés de Valenzuela.
El municipio higuereño comprende el núcleo de población de Higuera de Calatrava —capital municipal— así como el diseminado de La Malilla.
Tiene una población de 591 habitantes (INE 2024). Se encuentra situada a una altitud de 374 m y a 40 kilómetros de la capital de provincia, Jaén.

## Geografía y relieve

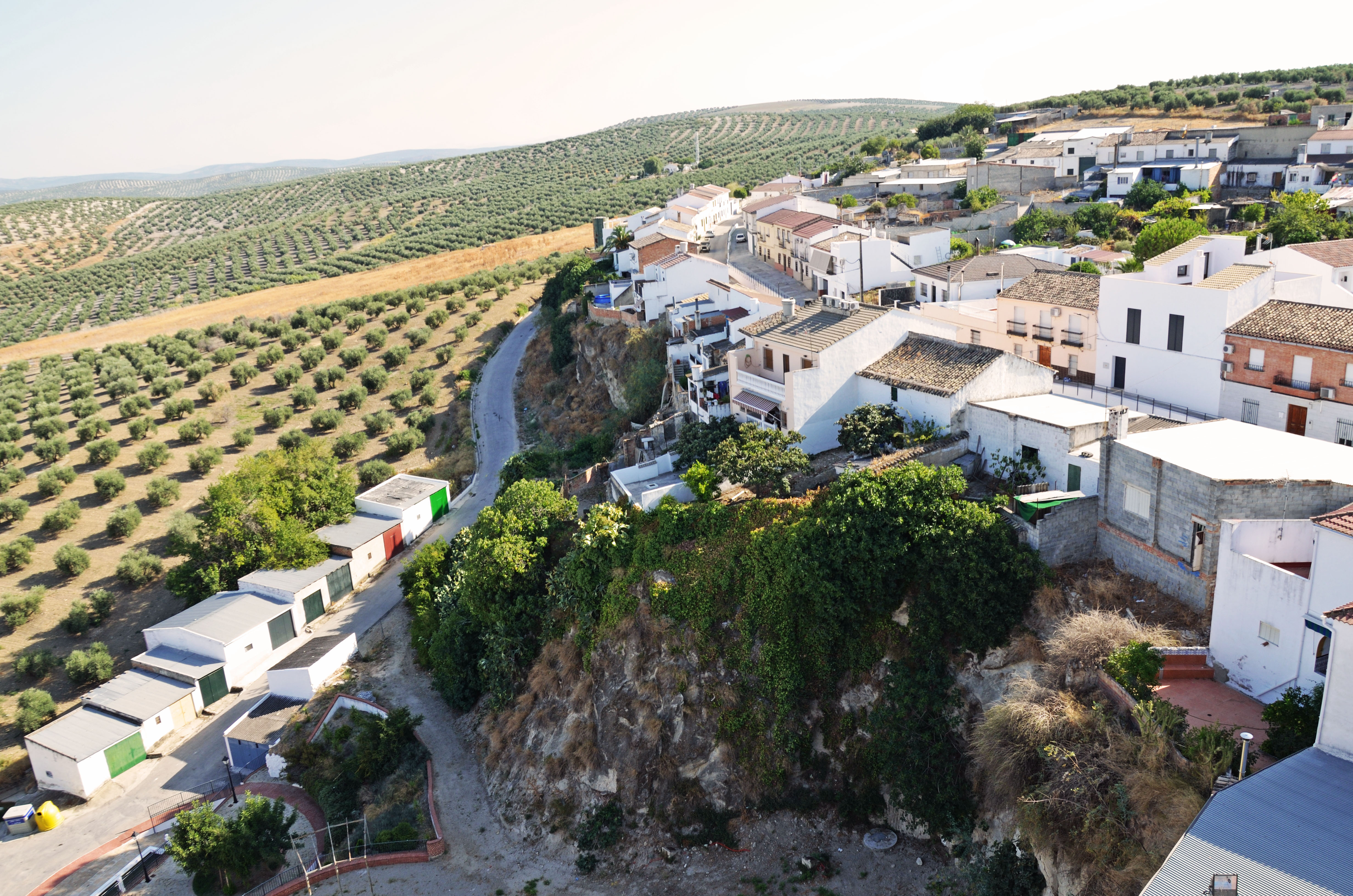
Los cortados en la piedra condicionan el relieve de la localidad y su paisaje.

El término municipal de Higuera de Calatrava se encuentra enclavado en la extensa área conocida como campiña de Martos y se caracteriza por un paisaje ondulado de lomas de escasa elevación entre valles de ríos y arroyos en tránsito hacia el valle del Guadalquivir. El valle del Salado condiciona geográficamente el emplazamiento de la localidad que se posiciona en un lateral del propio valle.
Pese a la suavidad generalizada del territorio aparecen algunos accidentes geográficos a modo de precipicios de roca arenisca.
La altimetría del municipio tiene por extremos en su punto más bajo los 287 m sobre el nivel del mar que llegan a darse en el paraje de La Hondonera hasta los 478 m de altitud que se alcanzan en el punto geodésico Haza de la Sierra.
| Noroeste: Porcuna               | Norte: Porcuna             | Noreste: Torredonjimeno                 |
| Oeste: Valenzuela               |                            | Este: Torredonjimeno                    |
| Suroeste: Santiago de Calatrava | Sur: Santiago de Calatrava | Sureste: Santiago de Calatrava y Martos |

## Clima
El clima de Higuera de Calatrava queda establecido como tipo mediterráneo continental de veranos cálidos. Si bien por su posición junto a un valle suele verse afectado por el efecto de inversión térmica con mínimas a veces considerablemente frescas y heladas habituales en los meses de invierno.
Según la división climática de Köppen el término municipal de Higuera de Calatrava se encuentra determinado como un clima Bsk (Seco de estepa fría) de una forma algo localizada. Lo cual confirma que Higuera de Calatrava, se encuentra según sus datos climáticos generales, en una transición entre el clima mediterráneo continental de inviernos fríos y veranos cálidos.
Los siguientes datos de la tabla han sido obtenidos del Atlas Climático Digital de la península ibérica. Archivado el 2 de junio de 2021 en Wayback Machine. Universidad de Barcelona. 
| Mes                     | Enero | Febrero | Marzo | Abril | Mayo | Junio | Julio | Agosto | Septiembre | Octubre | Noviembre | Diciembre | Media |
| ----------------------- | ----- | ------- | ----- | ----- | ---- | ----- | ----- | ------ | ---------- | ------- | --------- | --------- | ----- |
| Temperatura mínima (°C) | 3.7   | 4.7     | 6.4   | 8.3   | 11.5 | 15.5  | 18.7  | 18.7   | 16.0       | 11.6    | 7.5       | 4.8       | 11    |
| Temperatura máxima (°C) | 13.5  | 15.1    | 18.5  | 20.5  | 24.7 | 30.1  | 34.7  | 34.3   | 30.1       | 23.4    | 17.8      | 14        | 23    |
| Temperatura media       | 8.6   | 10      | 12.5  | 14.4  | 18.2 | 22.8  | 26.6  | 26.5   | 23.1       | 17.5    | 12.6      | 9.4       | 17    |
| Pluviometría (mm)       | 51.7  | 65.8    | 42.3  | 55.2  | 37.0 | 19.5  | 5.3   | 4.9    | 25.9       | 45.2    | 71.1      | 76.3      | 557   |

## Historia

### Prehistoria y Romanización
Se han encontrado distintos utensilios de la época del Neolítico que atestiguan la presencia humana en estas tierras desde al menos esa época. Está también documentada la aparición de trozos de cerámica ibérica, romana y árabe califal en los cortijos de Fuente Palacios y la Hondonera.
De época posterior son los restos del poblado La Atalaya (Cobre final- Bronce antiguo) donde se observan restos de fortificaciones.
A partir del siglo II a. C. toda la zona, que hasta entonces estuvo controlada por los íberos pasa a control de los turris, pueblo que tuvo su emplazamiento sobre el Cerro Castellar.
Durante el control del Imperio romano e integrada en la provincia de la Bética está constatada la existencia de explotaciones agropecuarias tipo “villae” entre las que se encuentran el Cortijo El Calvo, el de los Antojos, el Cerrillo del Eco o Porras entre otros. De esta época se conserva un diploma militar que fue encontrado en el Cerro Franco del año 225 d. C.

### Edad Media
El emplazamiento actual de la villa tiene su origen en una alquería árabe de la que no se conocen referencias escritas hasta la conquista cristiana.
En 1225 el rey Fernando III de Castilla toma el Castillo y la Villa de Martos mediante el Pacto de las Navas de Tolosa firmado con el Emir de Baeza Aben Mohammad alias "al-Bayyasi". En 1228 el monarca castellano dona Martos y su término a la Orden Religiosa-Militar de Calatrava mediante Carta de Privilegio Rodado y Donación n.º 62 de los documentos reales. La Orden de Calatrava constituyó la Encomienda de Martos que comprendía la propia Villa de Martos, la Villa de Torreximeno, el anexo de Xamilena, el Lugar de Santiago, la Figuera de Martos, la Torre de Alcázar y de Venzalá, el Monte de Lope Álvarez, unas 200 yugadas en la heredad de Arjona y la Villa de Porcuna, este última su entrega se haría efectiva cuando fuese conquistada a los árabes. Las citadas Villas de la Encomienda de Martos se convirtieron en territorio cristiano-castellano fronterizo con el reino árabe de Granada por Jaén, Alcaudete y Alcalá la Real que aún permanecían bajo la jurisdicción del reino nazarí granadino, lo que dio lugar a continuos asedios y razzias (cabalgadas) por los ejércitos de los reyes nazaríes de Granada para tratar de dominarlas o saquearlas.
Durante el siglo XV la Higuera de Martos sufrió distintas razias de los Moros nazaríes de Granada siendo las mejor documentadas las del 1408 y 1471.
- Según la Crónica del Rey Don Juan II de Castilla y León compilada por Fernán Pérez de Guzmán en el año 1779, el día 18 de febrero del año 1408 el rey nazarí de Granada llegó al Alcaudete, bajo la monarquía castellana, con un poderoso ejército integrado por siete mil jinetes de a caballo y ciento vente mil peones (soldados de a pie,) y combatió duramente durante día y noche el Castillo, sin poder tomarlo ya que era defendido por Martín Alonso de Montemayor y su ejército con gran bravura, repeliendo el ataque, aunque no pudieron evitar que talaran la rica vega de viñas, huertas y olivares. Como los nazaríes necesitaban provisiones para mantener su ejército y continuar el asedio a Alcaudete, el rey de Granada envió mil jinetes de a caballo y muchos más soldados de a pie a la Villa de Alvendin para traer pan(trigo). Enterados el alcalde de Baena, el alcalde de los Donceles y el Obispo de Córdoba de la llegada de los Moros a Alvendín, acudieron con sus caballeros en socorro de este población, pero al llegar otros muchos Moros de a caballo y a pie procedentes del real de Alcaudete, los caballeros castellanos de Baena, los Donceles y Córdoba tuvieron que regresar a sus cuarteles sin poder impedir el paso de los Moros, dado el elevado número de efectivos de su ejército.

Continua la Crónica de Rey Juan II de Castilla, con el literal siguiente en su gramática original: 
"Y el 22 de febrero de 1408, que fue día de San Pedro de Cátedra, habían salido del real de Alcaudete otros dos mil jinetes de a caballo, los cuales se repartieron, los unos fueron contra la Figuera de Martos, e los otros se pusieron al Salado, e partiéronse dellos hasta trescientos de a caballo e fuerónse contra la torre que dicen de los alárabes. Y estando cargando pan (trigo) en la Figuera, los Moros que ende eran idos, fue la voz al Conde Don Fabrique que estaba en Porcuna a una legua de la Figuera donde los Moros estaban. E luego el Conde hizo repicar las campanas e mandó poner su bandera en el campo y él se armaba en tanto que la gente se llegaba. E Luis Mexía e Ruy Barba, su hermano, con hasta diez a caballo fueron por donde era el rebato e como supieron que era en la Figuera fueron hasta allá e vieron como los moros ponían fuego al lugar, e pusierónse en un cerro alto. Y en este tiempo llegó don Enrique hermando del Conde Don Fabrique, con hasta treinta de a caballo, entre los cueles iban Suero de Nava, e Martin Alonso de Sosa, que era portogues, e Ochoa Lopez,vizcaíno, e Luis Mexía, e Ruy Lopez, gallego, los cuales embiaron decir al Conde que anduviesen quanto pudieran porque los Moros se iban con el pan (trigo) que habían cargado en la Figuera e otros quedaban a quemar el lugar. E quando juntáronse todos, se fueron contra los Moros diciendo ¡Santiago, Santiago!, a ellos que fuyen. Y don Fabrique con los que con él estaban pasó el Salado, de manera que los Moros volvieron a fuir hasta que los llevaron en fuida hasta el Monte que dicen de Lope Álvarez e tomaron un moro ladino,(latino,que hablaba latín) del cual supieron que cerca de allí estaban bien quinientos de a caballo Moros, e más de dos mil peones... E plugo a nuestro Señor que los Moros fueron vencidos e murieron dellos de caballo e de pie bien doscientos. E allí mataron el caballo a Don Enrique e dióle otro un escudero natural de Baeza. E hubieron los cristianos el despojo de los Moros ciento e veinte azémilas e veinte caballos.E vencida esta batalla el Conde se tornó a Porcuna..."
- El 29 de septiembre de 1471 los moros vuelven a entrar por Alcaudete, cuyo paso fue permitido por el Señor de Montemayor, llegando a los lugares que eran de la Orden de Calatrava. Los moros entraron en la villa arrasándola, según cuentan las crónicas murieron unos 400 vecinos y otros tantos fueron hecho cautivos. El Condestable de Castilla, Miguel Lucas de Iranzo envió una carta al Papa Sixto IV en el que relataba lo ocurrido.[3]

“Y domingo que fueron 29 de septiembre, dia de San Miguel, del dicho ano de 71, antes que amaneciese, dieron sobre dos lugares de la dicha Orden, que al uno dicen Santiago y al otro la Figuera de Martos, que estan a una legua de la villa de Porcuna. Los quales fueron entrados y robados, y quemados de todo punto, y presos y muertos los onbres, mugeres y ninos que en ellos avia; salvo algunos que en una torre de la dicha Figuera fie salvaron. Y no perdonaron algunos onbres y mugeres que a la yglesia se retrayeron, ni a un clerigo que revestido estava... Y robaron todo el ganado que en aquella tierra avia. Fueron los cativos que levaron, entre onbres y mugeres y ninos, quatrocientas personas poco mas o menos. E los muertos tantos o mas”
Con la Reconquista de Granada la zona pierde el valor estratégico que había tenido hasta entonces y desaparece el peligro de los ataques moros. Durante esta época numerosos vecinos partirán a repoblar pueblos del antiguo Reino de Granada como Arenas, en Málaga, o Loja. Asimismo están registrados 3 vecinos que partieron hacia América durante el siglo XVI.

### Edad Moderna y Contemporánea
La Higuera de Martos, apellidada así por su pertenencia a la misma, empieza a tramitar su Carta de Privilegio en la última década del siglo XVI, consiguiéndola en 1600, momento en el que pasa a denominarse Higuera de Calatrava por su pertenencia a la Orden de Calatrava.
El pueblo vivirá sin más sobresaltos de los que se tenga noticia hasta la Guerra Civil. Si bien tras la sublevación el pueblo quedaría en la zona republicana, el avance del frente en la llamada “Campaña de la Aceituna” dejó a la villa despoblada desde el 14 de diciembre de 1936. Durante la contienda el pueblo marcó el límite entre ambas zonas y ello dejó sus infraestructuras seriamente dañadas y un número importante de casas parcial o totalmente derruidas.
Finalizada la guerra, las autoridades franquistas cercaron con alambre de espino casi todo el pueblo, convirtiéndolo en un campo de concentración para prisioneros republicanos. Allí fueron recluidas más de diez mil personas. Hernández de Miguel recoge en su libro Los Campos de Concentración de Franco distintos testimonios que apuntan a que perecieron un número indeterminado de internos debido al hacinamiento y las enfermedades y que dichas muertes eran ocultadas, no habiendo constancia documental de ningún fallecimiento. Según esos mismos testimonios, los allí detenidos llegaron a estar hasta 21 días sin recibir alimento, teniendo que sobrevivir a base de raíces, hierba y los restos de comida adheridos a las calderas donde cocinaban los soldados que custodiaban el recinto. También relatan que tenían lugar asesinatos por la noche, mayoritariamente de oficiales del Ejército republicano, que estaban confinados aparte; y que estarían enterrados en fosas comunes, aunque no hay datos sobre dichas víctimas ni ninguna fosa localizada. El campo estuvo funcionando entre abril y junio de 1939.
Una vez clausurado el campo de prisioneros, regresaron la mayoría de vecinos al municipio. En diciembre de 1939 la localidad fue adoptada por decreto a efectos de reconstrucción. La Dirección General de Regiones Devastadas inició las obras necesarias para instalar un nuevo ayuntamiento, mercado, escuelas, casa-cuartel de la Guardia Civil, casa rectoral y restauración de la Iglesia de la Inmaculada Concepción así como decenas de casas sociales, entre otras obras, a fin de hacer el pueblo habitable de nuevo.

## Demografía
Cuenta con una población de 591 habitantes (INE 2024).
| Gráfica de evolución demográfica de Higuera de Calatrava entre 1842 y 2021                                          |
| |
| Población de derecho según los censos de población del INE Población de hecho según los censos de población del INE |

## Administración y política

### Elecciones municipales
| Elecciones municipales desde 1979                      | Elecciones municipales desde 1979 | Elecciones municipales desde 1979 | Elecciones municipales desde 1979 | Elecciones municipales desde 1979 | Elecciones municipales desde 1979 | Elecciones municipales desde 1979 | Elecciones municipales desde 1979 | Elecciones municipales desde 1979 | Elecciones municipales desde 1979 | Elecciones municipales desde 1979 | Elecciones municipales desde 1979 | Elecciones municipales desde 1979 | Elecciones municipales desde 1979 |
| Partido                                                | Partido                           | 1979                              | 1983                              | 1987                              | 1991                              | 1995                              | 1999                              | 2003                              | 2007                              | 2011                              | 2015                              | 2019                              | 2023                              |
| ------------------------------------------------------ | --------------------------------- | --------------------------------- | --------------------------------- | --------------------------------- | --------------------------------- | --------------------------------- | --------------------------------- | --------------------------------- | --------------------------------- | --------------------------------- | --------------------------------- | --------------------------------- | --------------------------------- |
| PA/AxS/UA                                              |                                   | -                                 | -                                 | -                                 | -                                 | 1                                 | 1                                 | 1                                 | 2                                 | 1                                 | 3                                 | 4                                 | 5                                 |
| AP/PP                                                  |                                   | -                                 | 2                                 | 3                                 | 3                                 | 2                                 | 2                                 | 3                                 | 2                                 | 3                                 | 3                                 | 3                                 | 2                                 |
| PSOE                                                   |                                   | 3                                 | 5                                 | 4                                 | 4                                 | 4                                 | 4                                 | 3                                 | 3                                 | 3                                 | 1                                 | 0                                 | 0                                 |
| HU                                                     |                                   | -                                 | -                                 | -                                 | -                                 | -                                 | -                                 | -                                 | -                                 | -                                 | 0                                 | -                                 | -                                 |
| UCD                                                    |                                   | 4                                 | -                                 | -                                 | -                                 | -                                 | -                                 | -                                 | -                                 | -                                 | -                                 | -                                 | -                                 |
| ORT                                                    |                                   | 0                                 | -                                 | -                                 | -                                 | -                                 | -                                 | -                                 | -                                 | -                                 | -                                 | -                                 | -                                 |
| En negrilla el partido más votado                      |                                   |                                   |                                   |                                   |                                   |                                   |                                   |                                   |                                   |                                   |                                   |                                   |                                   |
| Fuente: Datos de las elecciones municipales desde 1979 |                                   |                                   |                                   |                                   |                                   |                                   |                                   |                                   |                                   |                                   |                                   |                                   |                                   |

### Alcaldía
| Periodo   | Nombre                                             | Partido |
| --------- | -------------------------------------------------- | ------- |
| 1979-1983 | Miguel Sarrión Álvarez                             | UCD     |
| 1983-1987 | Miguel Sarrión Álvarez                             | PSOE    |
| 1987-1991 | Miguel Sarrión Álvarez                             | PSOE    |
| 1991-1995 | Manuel Arquillo Orozco                             | PSOE    |
| 1995-1999 | Manuel Arquillo Orozco                             | PSOE    |
| 1999-2003 | Manuel Arquillo Orozco                             | PSOE    |
| 2003-2007 | Fernando Pozo Extremera                            | PP      |
| 2007-2011 | Amador Pedro Arjona Serrano                        | PA      |
| 2011-2015 | José Jiménez López 2014: Juan de Dios Ortega López | PSOE PA |
| 2015-2019 | Juan de Dios Ortega López                          | PA      |
| 2019-2023 | Juan de Dios Ortega López                          | AxSí    |
| 2023-act. | Juan de Dios Ortega López                          | UA      |

### Evolución de la deuda viva municipal
El concepto de deuda viva contempla sólo las deudas con cajas y bancos relativas a créditos financieros, valores de renta fija y préstamos o créditos transferidos a terceros, excluyéndose, por tanto, la deuda comercial.
| Gráfica de evolución de la deuda viva del Ayuntamiento de Higuera de Calatrava entre 2008 y 2022                                  |
| |
| Deuda viva del Ayuntamiento de Higuera de Calatrava, en miles de euros, según datos del Ministerio de Hacienda y Función Pública. |

## Patrimonio

### Castillo calatravo  (s.XIII-XIV)

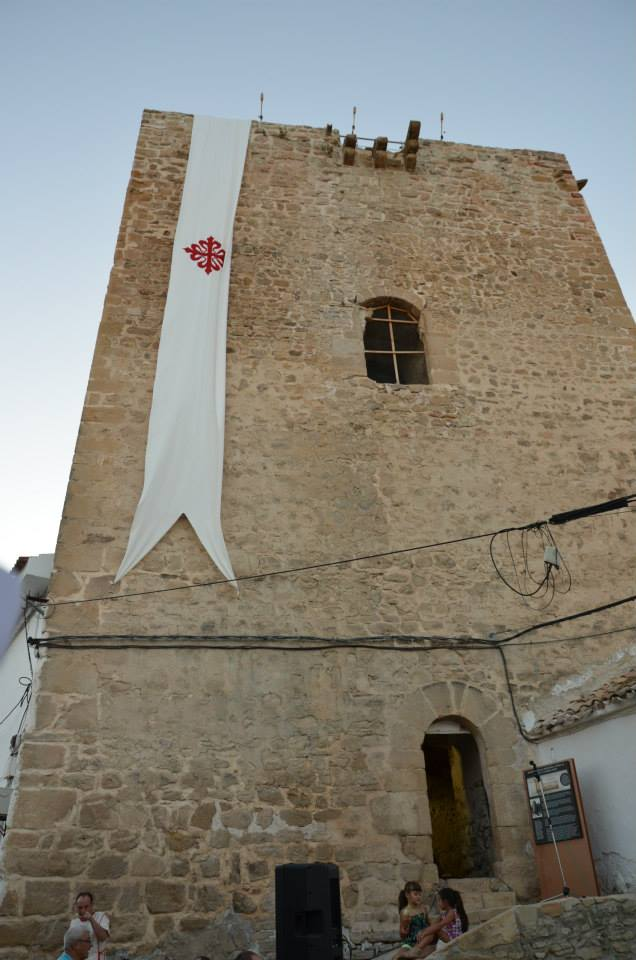
Torre del Homenaje de Higuera de Calatrava

Aunque con anterioridad pudiera haber existido algún tipo de población menor o alquería en época musulmana la localización de Higuera está fuertemente ligada a la necesidad de poblar la frontera del Partido de Martos con el reino de Córdoba y servir de vigilancia ante posibles entradas musulmanas a través del valle del Salado. Por esta razón la Orden de Calatrava levantará su castillo directamente orientado hacia la frontera granadina. De él sabemos por descripciones que fue un "pequeño pero fuerte castillo" que aunque con sus murallas destacaba el torreón como el principal elemento defensivo siendo hoy el principal vestigio que se conserva a la vista.
La Torre del Homenaje del castillo es de planta levemente rectangular, construida sobre fuertes muros de mampostería regular con sillarejo en las esquinas. Originalmente contaba con hasta cuatro plantas de las que hoy son perceptibles dos con claridad, las principales. Posiblemente una de ellas esté a un nivel inferior. Estas dos plantas se cierran con bóvedas apuntadas como elemento característico común de las torres militares góticas. Son varios los elementos defensivos como las saeteras a diferentes direcciones y los matacanes que coronaban los paramentos y protegían todos los costados del torreón. El principal de ellos es el mejor conservado y está alineado con el acceso a la torre. La puerta de acceso es estrecha, de arco de medio punto sobre jambas; y también estrechas son las escaleras como un remedio defensivo.
De mayor nobleza son las decoraciones del piso primero en el que destacan los restos de un arco polilobulado en la ventana principal o los arcos apuntados de ladrillo. El piso último, hoy desaparecido al nivel de la terraza era de menor entidad constructiva y de él son visibles aún los mechinales y los restos de la escalera que permitían ascender hasta uno de los matacanes.
Alrededor del torreón permanecen de un modo más o menos oculto restos como lienzos de murallas enterrados o semienterrados entre construcciones adyacentes así como otras construcciones del castillo.

### Iglesia de la Inmaculada Concepción (s.XVI)
La también conocida como iglesia de la Purísima Concepción es un templo gótico-renacentista construido a lo largo del siglo XVI y reformado con posterioridad. Sobre su solar se levantaba la medieval iglesia de Santa María, iglesia que servirá de punto de partida siendo aún evidentes sus restos en el muro sur y fachada principal. Desde principios del siglo XVI una vez desaparecida la amenaza islámica se produce un aumento demográfico que hace de la ampliación del templo una gran necesidad. Las obras comenzarán a partir del segundo tercio del siglo XVI y el proyecto es aún de tono gótico. El planteamiento era mucho más ambicioso pero solo se levantarán según proyecto la cabecera del templo, altar mayor y capillas laterales. De esta fase destacan las columnas torsas o helicoidales fuertemente vinculadas con el gótico levantino y especialmente con el caso de la iglesia arciprestal de Santiago Apóstol de Villena (Alicante). El resto del templo se acabará de un modo pobre colapsando en pocos años. Además habría que destacar las bóvedas de crucería y los capitales platerescos de un tono mucho más clasicista.
La segunda fase de la obra que se iniciará a partir de 1590 llevará la firma de Benito del Castillo. Una confirmación de la planta de salón con grandes columnas toscanas con altos entablamentos acabados en cornisa hasta alcanzar la altura de los arcos apuntados de la cabecera, sobre ellos se elevan los arcos de medio punto que sostienen la armadura de madera y dividen longitudinalmente las tres naves. En 1600 con el levantamiento de la fachada principal y la espadaña se dan por acabadas las obras.
A lo largo del siglo XX va a vivir dos importantes intervenciones. La primera por parte del arquitecto del Obispado de Jaén don Justino Flórez durante los primeros años del siglo XX. Se reconstruye la cubierta y se desmonta y refuerza la fachada principal; además se reconstruye la fachada lateral. En la clave del arco quedará constancia del fin de estas obras. La iglesia perderá la totalidad de su patrimonio mueble durante la Guerra Civil con el asalto y quema de imágenes y retablos el 27 de julio de 1936. A partir de 1942 la Dirección General de Regiones Devastadas intervendrá, según proyecto de don Ramón Pajares Pardo, rehabilitando la iglesia y renovando óculo y espadaña siendo parcialmente fiel al estado anterior.

### Pilar abrevadero (s.XVI)
De origen desconocido recibe el nombre de "pilar viejo" y del buen estado que muestra con dos caños uno de agua dulce y otro salobre. Tradicionalmente el que mejor y más cantidad de agua aportaba a la localidad. Destacan los restos de pilastras adosadas al abrevadero posiblemente del siglo XVI.

## Parajes y lugares de interés
- Caño de Arriba.

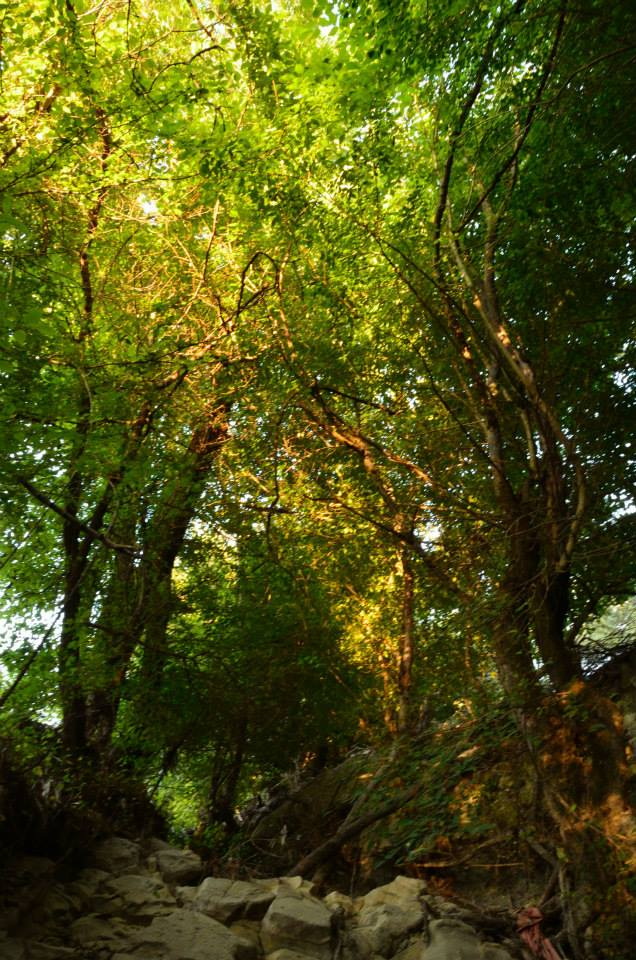
Olmeda de Garcinegro

- Fuente Palacios y ermita de San Isidro
- Vía Verde
- La Pililla
- El Pozo de la Orden
- Arroyo Garcinegro (o Barcinegro)

## Fiestas locales

### San Sebastián
San Sebastián es Patrón de la localidad. Su festividad ha sido recuperada en estos últimos tiempos. Tras la Fiesta Eucarística que se celebra en la Iglesia Parroquial de la Inmaculada Concepción el pueblo se reúne en el Silo para continuar la celebración con una verbena. Tradicionalmente esta fiesta ha supuesto un descanso durante la campaña de aceituna.

### Semana Santa
La Semana Santa de Higuera de Calatrava hunde sus orígenes cinco siglos atrás con cofradías como las de la Vera Cruz, del siglo XVI, hoy desaparecida. Actualmente se nos muestra como una sencilla pero rica Semana Santa. Las principales procesiones se concentran durante el Jueves y Viernes Santo con la salida procesional de las dos cofradías más importantes de la localidad: las de Nuestro Padre Jesús Nazareno y Nuestra Señora de los Dolores. Cada una de ellas cuenta con imágenes de cierta valía artística, obras de la escuela valenciana de los años cuarenta. El Viernes Santo por la noche, ya entrando en la madrugada del sábado, recorre las calles la bella imagen de la Virgen de la Soledad.

### Romería de San Isidro
Tradicionalmente se ha venido celebrando durante casi 70 años en el día 15 de mayo, si bien, por decisión mayoritaria de los vecinos en consulta se decidió trasladarla a fin de semana y recuperar la festividad de San Sebastián. El origen de esta romería hay que buscarlo en la posguerra española, promovida por la Hermandad Sindical de Labradores en hornor del santo labrador. Las primeras romerías se celebraron en un cortijo hasta que se fija el paraje de Fuente Palacios como el idóneo para levantar la ermita al santo. Destaca la tradición de Hermanos mayor, mediano y chico; así se organiza el relevo en la mayordomía anual que promueve la celebración de la romería.

### Corpus Christi
La celebración del día del Corpus Christi en Higuera de Calatrava implica además de la celebración religiosa correspondiente una bella procesión que cada año recorre diferentes calles de la localidad. Las calles a su paso se embellecen con macetas y mosaicos a menudo pintados y otras con serrín. La luz, las flores y el color de las colgaduras otorgan gran dignidad a tan principal celebración. Cabe destacar la bella custodia que procesiona, obra de orfebrería cordobesa del siglo XVIII.

### Feria Medieval
En los últimos años se ha ido consolidando la celebración de un Mercado y Feria Medieval por la que además de animar la localidad en fechas veraniegas se promueven los valores patrimoniales del municipio y la vinculación histórica del municipio con la Orden Militar de Calatrava que administró la villa desde el siglo XIII hasta el advenimiento del estado liberal en el siglo XIX. Destacan espectáculos de cetrería, artesanía, pasacalles, música medieval y visitas turísticas.

### Feria y fiestas en honor a los santos patronos
Originalmente estas fiestas se celebraban a principios de septiembre, pero la emigración hizo más idóneo aprovechar la época estival. Las fiestas se celebran teniendo por día grande o principal el día de San Roque, patrón junto con San Sebastián, de la localidad. Verbenas, juegos, concursos, feria de día, coros, conciertos y bailes animan el ambiente.
El día de San Roque destaca por la celebración religiosa en honor del Santo Patrón y la ofrenda tradicional de "Los Pesos" con la que desde el siglo XVII los higuereños cumplen su promesa por librar de la peste al pueblo cuando éstos se le encomendaron. Destacan las tracas de pólvora que arden en la plaza en honor de los patronos así como los fuegos artificiales que se lanzan desde el Recinto Ferial en tan señalada fecha.

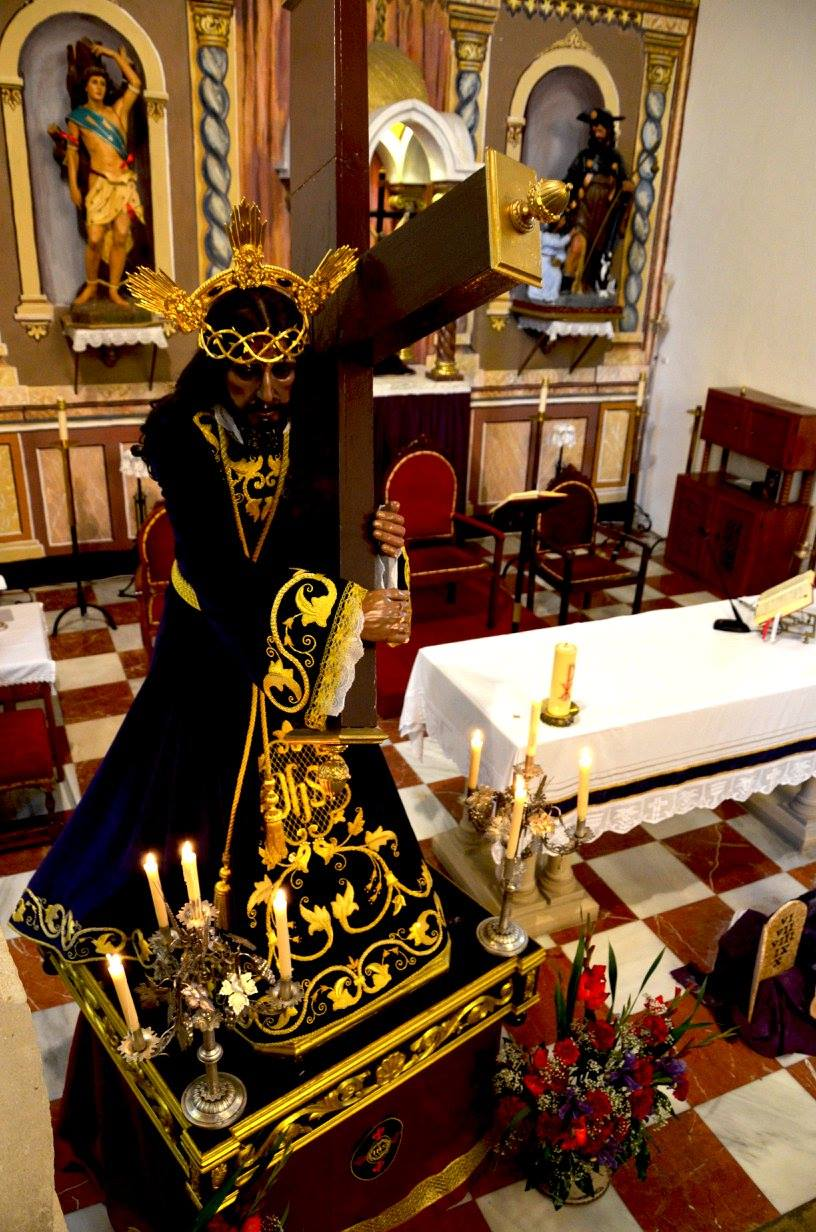
Imagen de Nuestro Padre Jesús Nazareno.
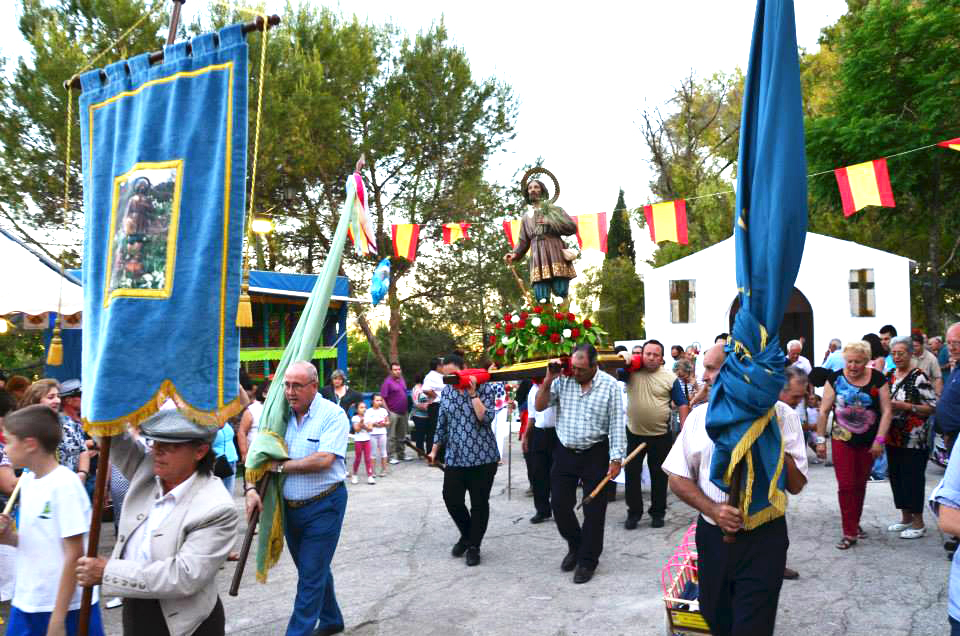
Romería de San Isidro
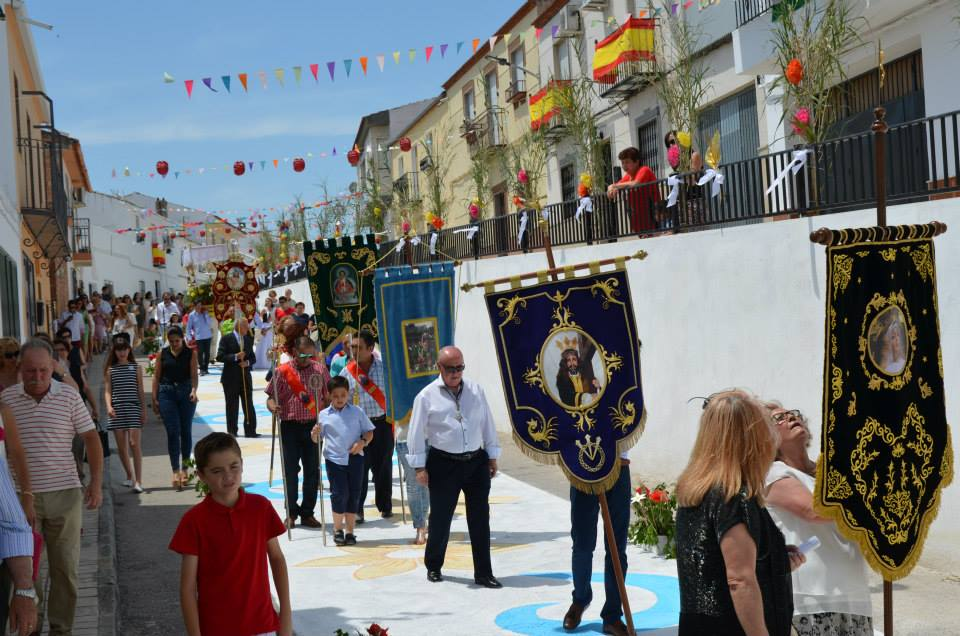
Corpus Christi en Higuera de Calatrava
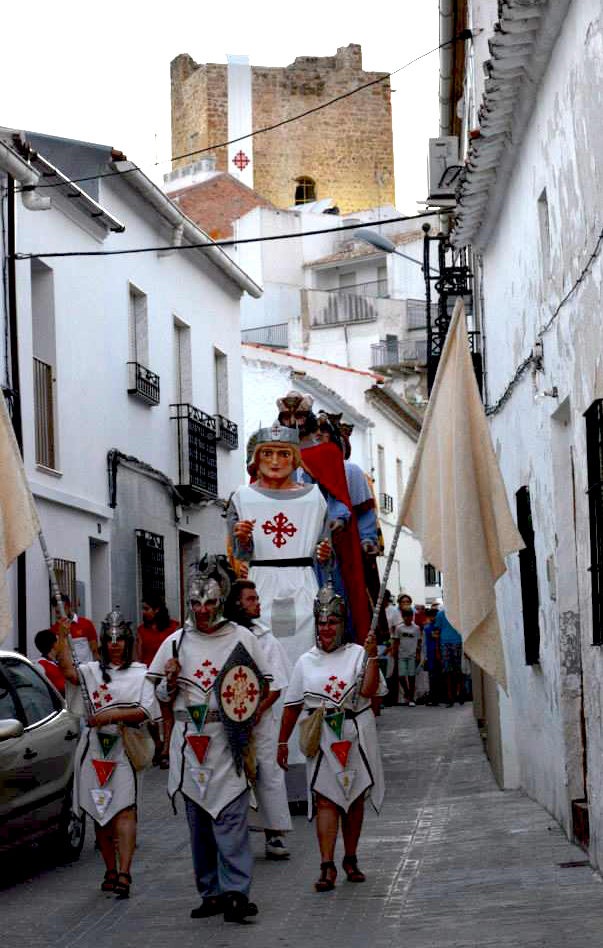
Feria Medieval
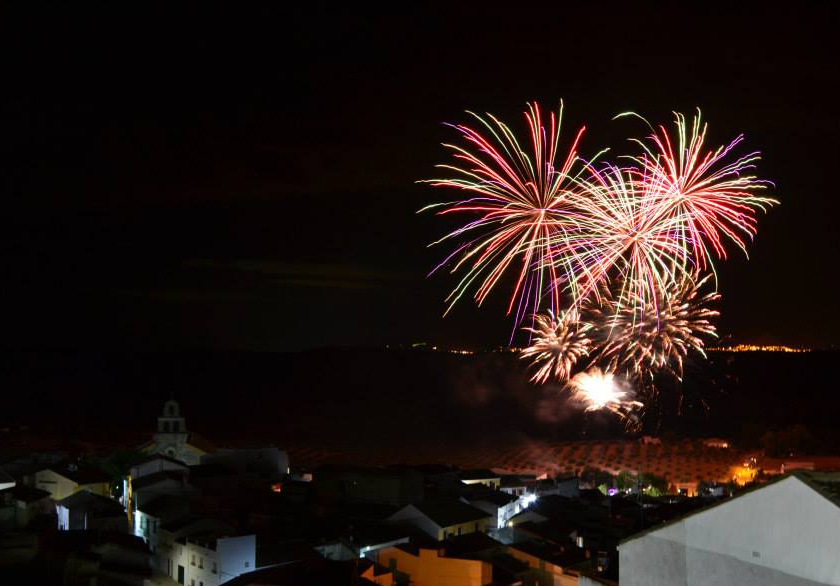
Fuegos artificiales en honor a los Santos Patronos